# Direction d'infrastructure de la Défense de Cayenne
La direction d'Infrastructure de la Défense (DID) de Cayenne est une des directions déconcentrées du Service d'infrastructure de la Défense, implantée au sein du quartier de la madeleine, qui est chargée de l'aménagement et de l'entretien des infrastructures militaires, de la maintenance immobilière, de la maîtrise de l’énergie non stockée ainsi que de la gestion administrative et technique du patrimoine au profit des forces armées en Guyane.
Son champ d'intervention couvre des implantations de l'Armée de terre, de l'Armée de l'air et de l'espace, de la Marine nationale, de la gendarmerie nationale et d'autres organismes.

## Historique
La DID de Cayenne trouve sa lointaine et prestigieuse origine en 1665 lorsque la réalisation des travaux de fortifications des îles d’Amérique est confiée à l’ingénieur en chef François Blondel qui sera le premier ingénieur en chef des Iles du Vent. Résidant en Martinique, il aura sous ses ordres un sous-ingénieur en Guadeloupe, un autre à Sainte Lucie, un autre à la Grenade mais aussi un sous-ingénieur à Cayenne.
En 1763, la réforme de l’administration civile et militaire des Iles du Vent donne naissance à la direction générale des fortifications dont le premier directeur général sera monsieur de Rochemore.
En 1802, après le traité d’Amiens qui rend la Martinique à la France à l’issue de 8 années d’occupation britannique, la direction générale des fortifications des Iles du Vent renaît brièvement de ses cendres pour disparaître de nouveau en 1809 avec la nouvelle conquête des Antilles par l’Angleterre.
En 1820, une dépêche ministérielle réunit le service des fortifications et celui des constructions civiles et hydrauliques. La direction générale des fortifications cède alors la place à une direction du génie et trois sous directions dont une pour la Martinique, une pour la Guadeloupe et une pour la Guyane.
Le 1er janvier 1882, le service du génie est remis à l’artillerie et cela jusqu’en 1948 et la création du service des matériels et des bâtiments. 
En 1990, l’arrondissement du matériel et des bâtiments prend le nom d’arrondissement des travaux du génie de Guyane, la direction des travaux du génie étant implantée en Martinique.
En 1992, la scission Antilles/Guyane voit naître la direction mixte des travaux de Guyane qui cède la place en 2004 à la direction des travaux de Guyane. En 2005, la direction des travaux de Guyane prend l’appellation de direction des travaux de Cayenne jusqu’au 25 septembre 2008 où elle donne naissance à la « direction d’infrastructure de la défense de Cayenne ».
Les premiers officiers ingénieurs sont affectés à la DID à partir de l’été 2012.
Mais, une histoire qui aura surtout vu les sapeurs de Guyane marquer d’une empreinte indélébile le sol guyanais depuis la construction du fort Cépérou en 1676 et celle de la caserne Loubère en 1849 jusqu’à la construction, dans la dernière décennie, des bâtiments cadres célibataires, du bâtiment multiservice et du magasin du matériel du commissariat de la Madeleine mais aussi des bâtiments d’hébergement des compagnies du 3ème REI à Kourou.
La restructuration des forces armées en Guyane s’accompagnera d’un effort de construction particulièrement conséquent et de nouveaux chantiers s’offrent aujourd’hui à la DID avec notamment le regroupement du pôle soutien et du 9ème RIMA à la Madeleine.

## Missions et organisation

### Missions
Relevant organiquement de la direction centrale du SID et placée sous l’autorité fonctionnelle du COMSUP, la direction d’infrastructure de la défense de Cayenne assure principalement le soutien spécialisé infrastructure en Guyane.
D'autres missions plus spécifiques viennent s’y ajouter :
- L’opération TITAN, dispositif de sécurité encadrant les tirs de fusée au centre spatial guyanais (CSG)
- L’opération HARPIE, lutte contre l’orpaillage illégal, en liaison avec la gendarmerie nationale
- La police des pêches, visant à faire respecter les eaux territoriales françaises
- Rationaliser le soutien aux forces, en concentrant les moyens de production sur Cayenne pour réduire le nombre d’emprises et les coûts de possession associés
- Poursuivre l’effort d’amélioration de la sécurité des emprises
- Adapter les sites conservés aux exigences des unités opérationnelles dans un contexte de prise en compte du programme Ariane VI

Les missions de la DID couvrent aussi bien le soutien Infrastructure au profit de la force de souveraineté, que les missions usuelles du Service :
- l’assistance au commandement
- la réalisation d'opérations d'infrastructure (conduite d'opération, maîtrise d'œuvre)
- la réalisation du maintien en condition
- la gestion des fluides (eau, énergie)
- l’assistance pour la gestion du domaine immobilier

Selon les projets et sous convention, elle assure tout ou partie des missions de soutien spécialisé au profit de la gendarmerie, de la police nationale et du régiment de service militaire adapté (RSMA).

### Organisation
La DID de Fort-de-France, forte de ses 67 personnels civils et militaires, est composée de 3 divisions :
- division administration (DIV ADM) ;
- division projets (DIV PRO) ;
- division gestion du patrimoine (DIV GP).